# Крилас Олег Сергійович
Олег Сергійович Крилас (7 червня 1977 — 31 травня 2022) — український військовослужбовець, учасник війни з Росією.
Народився в селищі Романів Житомирської області. Закінчив Національну академію державної податкової служби України за спеціальністю «Економіка підприємства».
Працював завідуючем складу ТОВ «Факельман Україна». Переїхав у Ірпінь на Київщину.[1]
У 2014 році учасник АТО на Донбасі. З перших днів окупації рідного Ірпеня займався волонтерською діяльністю. Після звільнення Київської області вступив до лав ЗСУ. [2]
Служив у 111-й окремій бригаді територіальної оборони на посаді головного сержанта.
Загинув 31 травня 2022 року під час виконання бойового завдання в районі м. Привілля на Луганщині. 
Життя 44-річного захисника обірвала куля ворожого снайпера.
Поховали Олега Криласа на Алеї пам’яті захисників України в м. Ірпені.[3]
Рішенням Ірпінської міської ради Олегу Криласу присвоєно Почесне звання
«ПОЧЕСНИЙ ГРОМАДЯНИН МІСТА ІРПІНЬ»  (посмертно).[4]